# ホセ・ビセンテ・トライン
ホセ・ビセンテ・トライン（José Vicente Train、1931年12月19日 - ）は、スペイン・バルセロナ出身の元サッカー選手。スペイン代表である。ポジションはGK。

## 経歴
レアル・マドリード在籍時にサモラ賞に3度輝いた。1964年のUEFA欧州選手権に参加し、優勝した。

## 所属クラブ
- 1955-1960  RCDエスパニョール
- 1960-1964  レアル・マドリード
- 1964-1966  RCDマジョルカ
- 1966-1967  デポルティーボ・ラ・コルーニャ

## タイトル

### 個人
- サモラ賞 1961, 1963, 1964

### クラブ
レアル・マドリード
- リーガ・エスパニョーラ 1961, 1962, 1963, 1964
- コパ・デル・レイ 1962

### 代表
スペイン代表
- UEFA欧州選手権 1964